# Краснобогатырская улица (Москва)
Краснобогаты́рская у́лица — улица в районах Богородское и Преображенское Восточного административного округа города Москвы. Проходит от улицы Богатырский Мост до Преображенской площади. Нумерация домов ведётся от улицы Богатырский мост. С чётной стороны примыкают улица Богородский Вал и 1-я улица Бухвостова, с нечётной стороны — улицы 3-я Богатырская, Миллионная, 1-я Прогонная, Просторная, Знаменская, Хромова и Алымов переулок.

## История
Краснобогатырская улица образована 9 августа 1965 года из Черкизовского Вала, Большой Богородской улицы, 1-й и 3-й Богатырских улиц. Современное название дано по существовавшему здесь заводу «Красный богатырь». Богатырские улицы носили такие названия по существовавшему в начале XX века при этом заводе посёлку Красный Богатырь. Большая Богородская улица названа так потому, что являлась главной улицей села Богородское. Черкизовский Вал (Черкизовский Камер-Коллежский Вал) был частью Камер-Коллежского вала вблизи села Черкизово, откуда и получил название.

### Развитие
- В 2021—2022 годах был построен[1] Проектируемый проезд № 422, соединяющий Проспект Ветеранов с Краснобогатырской улицей посредством моста через реку Яуза[2]. 22 ноября 2022 года движение по проезду было открыто[3].
- На 2023—2026 годы намечена реконструкция улицы на участке от Белокаменного шоссе до улицы Богородский Вал[4].

## Примечательные здания и сооружения
По нечётной стороне

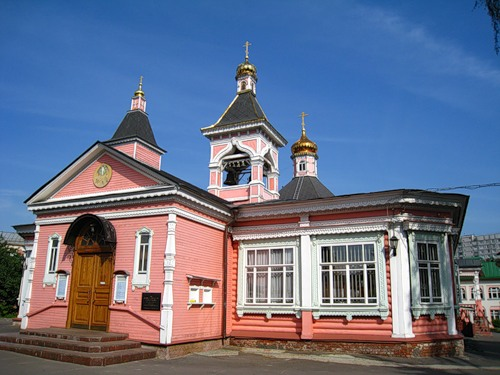
Богородский храм

- № 13 — Торгово-офисный центр «Богородское подворье», бывший универмаг Сокольнического общества потребителей в рабочем посёлке Богородское (1928, архитектор Л. Б. Великовский)[5], реконструировался с 2007 года.
- № 17 — Храм Преображения Господня в Богородском (Богородский храм), построен около 1880 года, архитекторы Н. А. Ипатьев, Ф. П. Скоморошенко, памятник архитектуры регионального значения[6].
- № 21 — жилой дом серии П-30 (1974). Здесь жил актёр Олег Янковский[7].
- № 27 — жилой дом серии 1-515/9 (1975). Здесь жил актёр Александр Фатюшин[8].
- № 81 — Богородское кладбище.

По чётной стороне

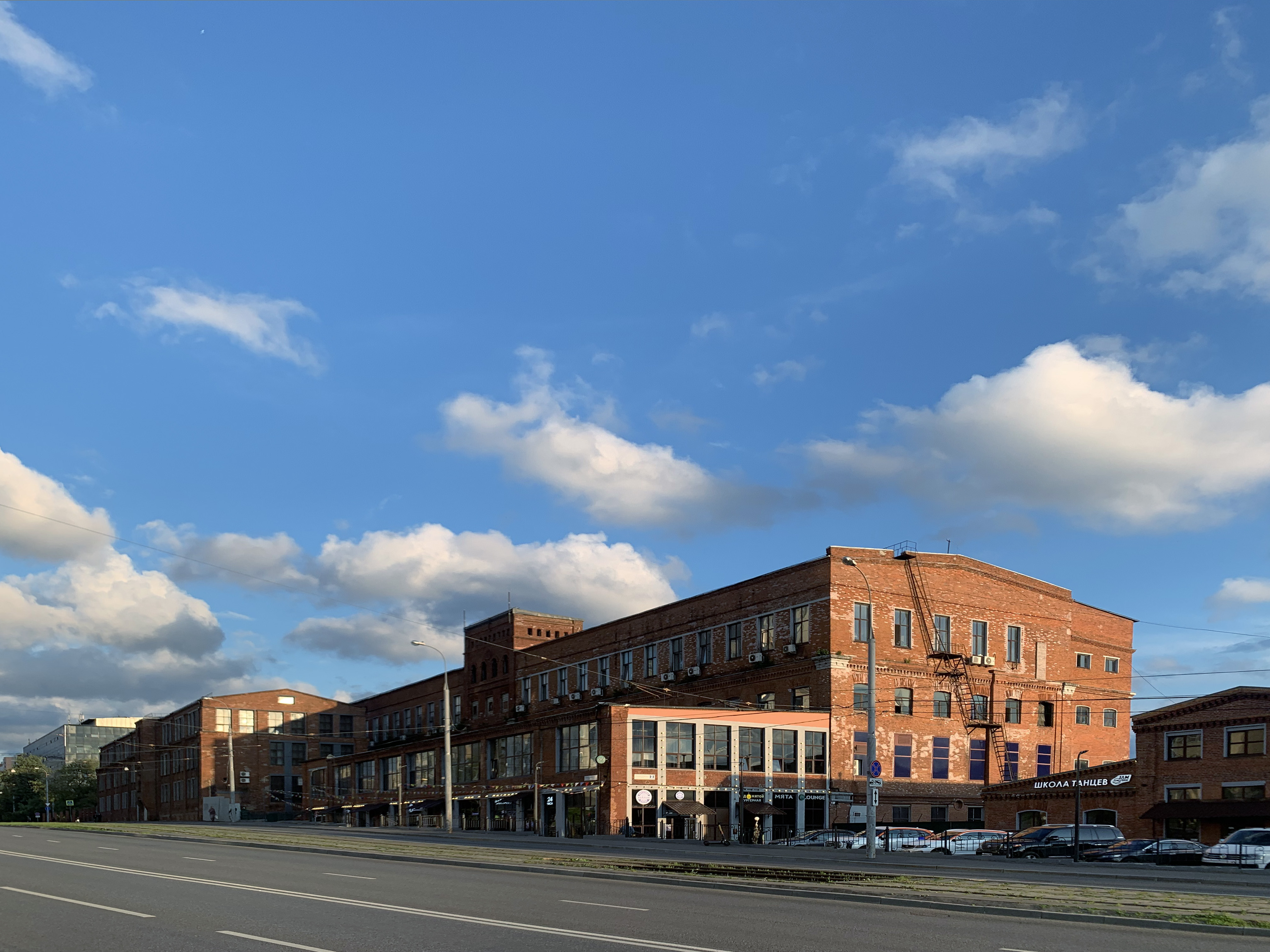
Здания бывшего завода «Красный богатырь», конец XIX века

- № 2 — завод «Красный Богатырь». Главный корпус завода постройки 1911 года, архитектор Г. А. Гельрих, заявлен как памятник архитектуры[6]. В охранном статусе отказано[9]. Внесён в Красную книгу Архнадзора (электронный каталог объектов недвижимого культурного наследия Москвы, находящихся под угрозой), номинация — угроза сноса[9].
- № 6 — здание пожарной части № 22 постройки 1933 года. Архитектор не установлен, предположительно, А. В. Куровский[6][10]. Ценный градоформирующий объект[11].
- № 10 — здание университета РАО.

## Транспорт
- В конце улицы — станция метро «Преображенская площадь».
- По улице проложена трамвайная линия. Северная часть линии, до пересечения с Миллионной улицей, была построена в 1886 году для конки, таким образом, является одной из старейших сохранившихся трамвайных линий в Москве[12]. По всей улице следует трамвай 11; от улицы Богатырский мост до Миллионной улицы следует трамвай 4; от Миллионной улицы до Преображенской площади — 7, 46.
- По улице проходят автобусы 680, 680к (только от станции метро «Преображенская площадь» до улицы Хромова).

## Зоны отдыха
На Краснобогатырской улице возле дома № 21 располагается сквер. По результатам голосования на проекте «Активный гражданин» жители района выбрали для него название «Сквер на Краснобогатырской». Народный парк был создан в 2019 году в рамках программы столичного благоустройства «Мой район». Раньше на месте сквера была заброшенная территория со старыми гаражами. После окончания работ там появился линейный променад, тематический детский городок, спортивные площадки.